# Parler cantabre
Pour les articles homonymes, voir Cantabre.
Ne doit pas être confondu avec cantabre (langue pré-romaine).
Le parler cantabre (cántabru), ou plus traditionnellement montañés (c'est-à-dire de la Montaña, nom traditionnel de la région), constitue l'ensemble des variétés linguistiques romanes autochtones parlées en Cantabrie, dans le Nord de l’Espagne. Il est habituellement rattaché au groupe espagnol,,

## Présentation
Selon les critères adoptés, on peut aussi inclure dans le groupe cantabre certains parlers des zones limitrophes de Biscaye, Burgos et Palencia. Le dialectologue Francisco García González y inclut également les variétés asturiennes de Peñamellera Alta, Peñamellera Baja et de Ribadedeva.
Il est directement issu du latin vulgaire introduit par les envahisseurs romains lors de la conquête de la péninsule Ibérique. Comme l'estrémègne, il peut être rangé dans les parlers de transition entre le castillan et le diasystème astur-léonais (mirandais, asturien et léonais). Différents facteurs comme le substrat, l'adstrat (contact avec le basque et relation étroite avec les territoires castillanophones) et l'incorporation précoce de la région à la couronne de Castille à la différence d'autres éléments du diasystème, ainsi que son isolement géographique, confèrent au parler cantabre des caractères uniques au sein de celui-ci.

## Caractéristiques

Carte des dialectes de Cantabrie :
Liébana : Réminiscences de léonais
Nansa, Saja, Besaya (noyau du montañés) : Phonétique caractéristique du montañés, archaïsmes, influence du Latin vulgaire
Pas : Substrat de Léonais, phonétique caractéristique de Pas, archaïsmes, influence du Latin vulgaire
Trasmiera, Asón : propres traces de dialectes
Côte Ouest : Substrat d'astur-léonais et de montañés
Agüera : Sédiments ténus de Basque
Campoo : Castillan ancien et réminiscences de montañés

### Sources et bibliographie
- (es)/(en) Cet article est partiellement ou en totalité issu des articles intitulés en espagnol « Cántabro (lingüística) » (voir la liste des auteurs) et en anglais « Cantabrian dialect » (voir la liste des auteurs).
- Adriano García-Lomas El Lenguaje Popular de la Cantabria Montañesa. Fonética, Recopilación de Voces, Juegos, Industrias Populares,Refranes y Modismos (2e ed.), Aldus Artes Gráficas, Santander